# Megaselia maranguensis
Megaselia maranguensis är en tvåvingeart som beskrevs av Rudolf Beyer 1960. Megaselia maranguensis ingår i släktet Megaselia och familjen puckelflugor. Inga underarter finns listade i Catalogue of Life.